# スルタン・イブラヒム・スタジアム
スルタン・イブラヒム・スタジアム（英: Sultan Ibrahim Stadium）は、マレーシアのジョホール州イスカンダル・プテリにあるサッカースタジアム。州の現在の統治者であるスルタン・イブラヒム・イブニ・アルマルフム・スルタン・イスカンダルにちなんで名付けられた。
2020年以降、マレーシア・スーパーリーグ所属のジョホール・ダルル・タジムが、ラルキン・スタジアムに替わる新しいホームスタジアムとして使用している。建設の総費用は2億リンギットと見積もられている 。スタジアムは40,000人の観客を収容でき、2020年2月22日にオープンした。

## 設計
バナナの葉に触発された最終的なコンセプトとデザインは、ジョホール州イスカンダルプテリで開催された式典でジョホールの皇太子であるトゥンク・イスマイル・イドリスによって発表された。スタジアムの広さは140,000平方メートルで、総建築面積は70,000平方メートルで、最大40,000人を収容する。赤、青、白のLED（ジョホールの旗の色）がスタジアムの外に設置され、夜間の照明に使用される。スタジアムには、クラブの本部、トレーニングセンター、メガストアも含まれる。
スタジアムの設計のための一体型風洞試験は、広東建設工学グループの子会社である広東省建築研究グループによって実施された。

## 工事
新しいスタジアムの建設費は2億リンギットと見積もられており 、ジョホールの国王は建設に必要な資金を提供した。
カントリーガーデンパシフィックビューがスタジアムを建設する責任を負う。
2017年1月、クラブは、スタジアムの場所、技術、設計の変更についてトゥンク・イスマイルが調整した後、建設が数か月遅れ、2018年7月から年末までに完了することを発表した。  